# Gymnadenia chanousiana
Gymnadenia chanousiana är en orkidéart som beskrevs av Gundel Foelsche och Wolfram Foelsche.
Gymnadenia chanousiana ingår i släktet brudsporrar och familjen orkidéer. Inga underarter finns listade i Catalogue of Life.

## Bildgalleri

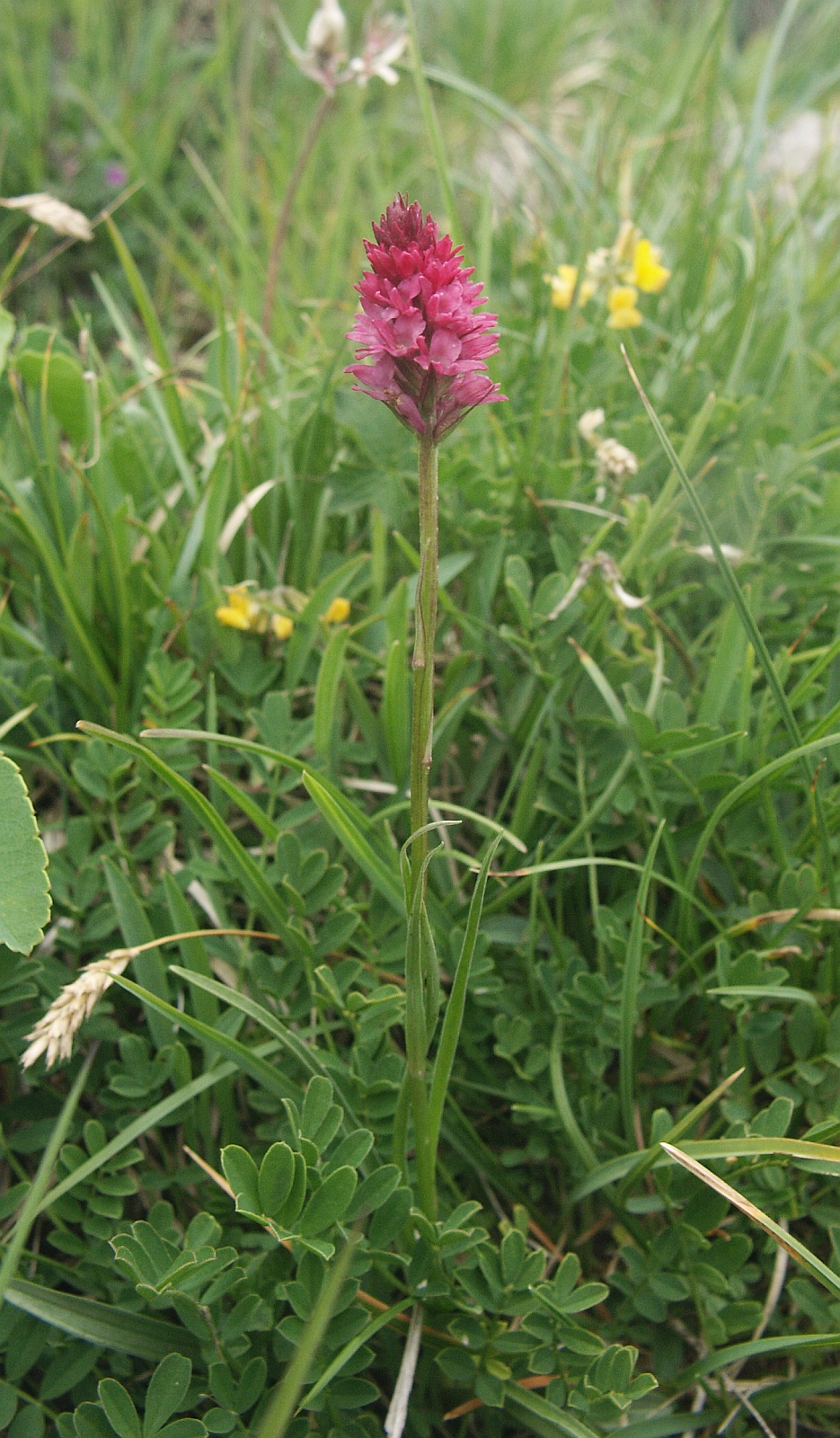
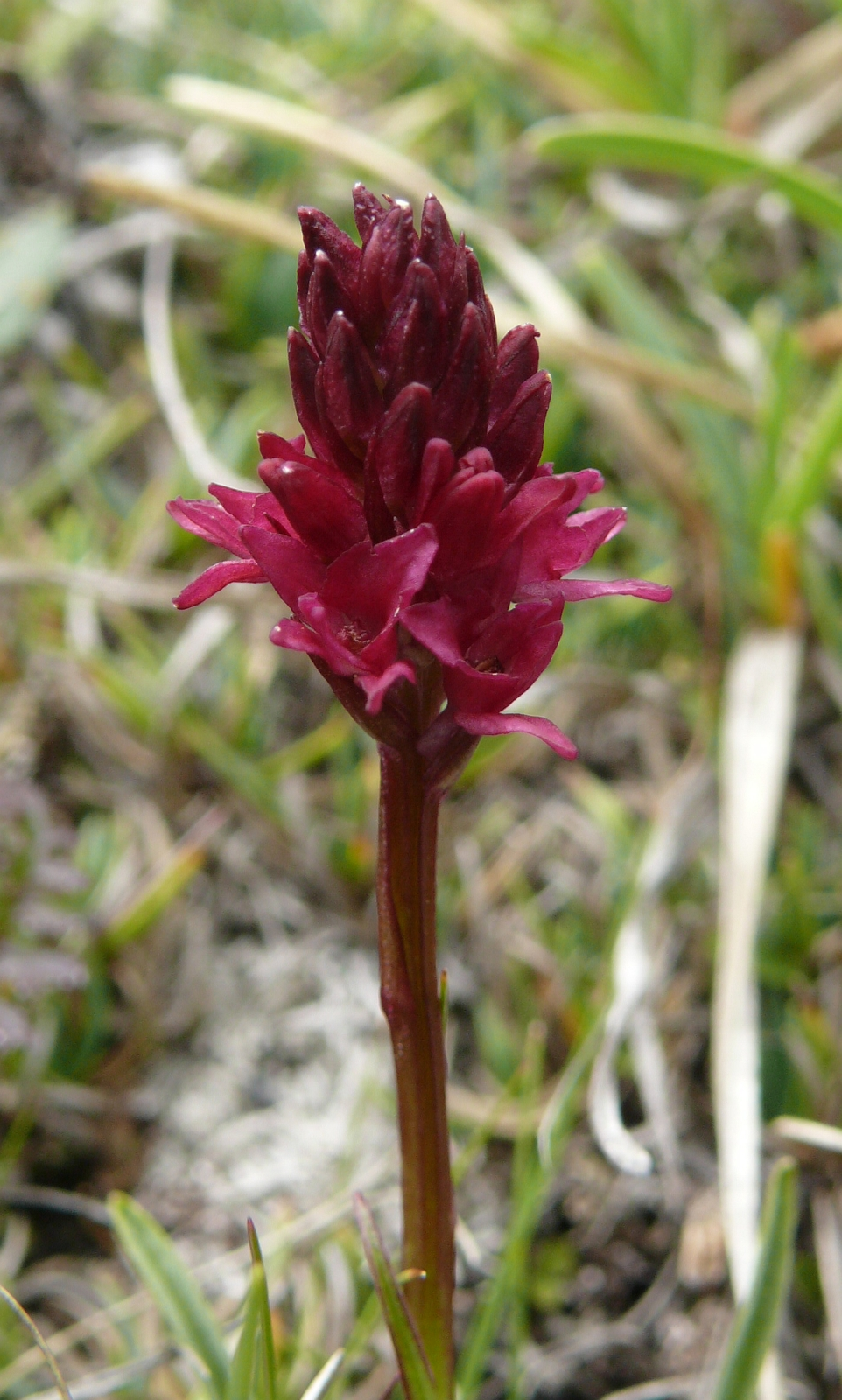
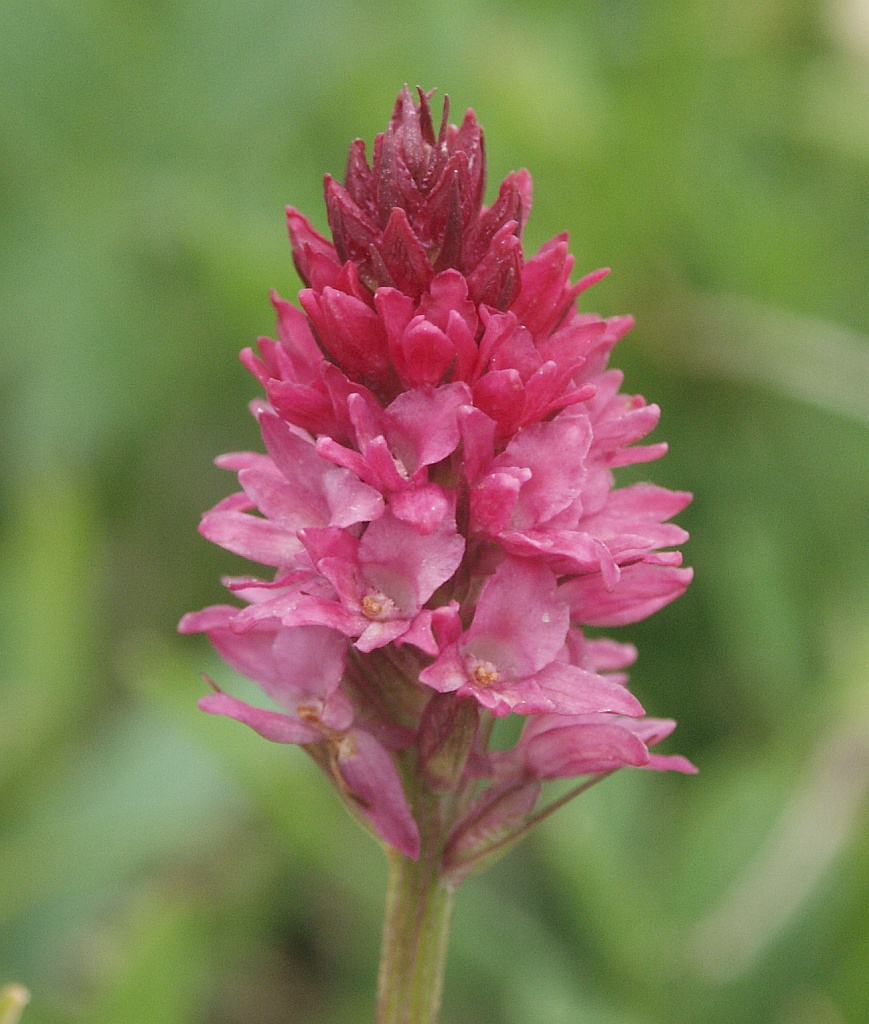
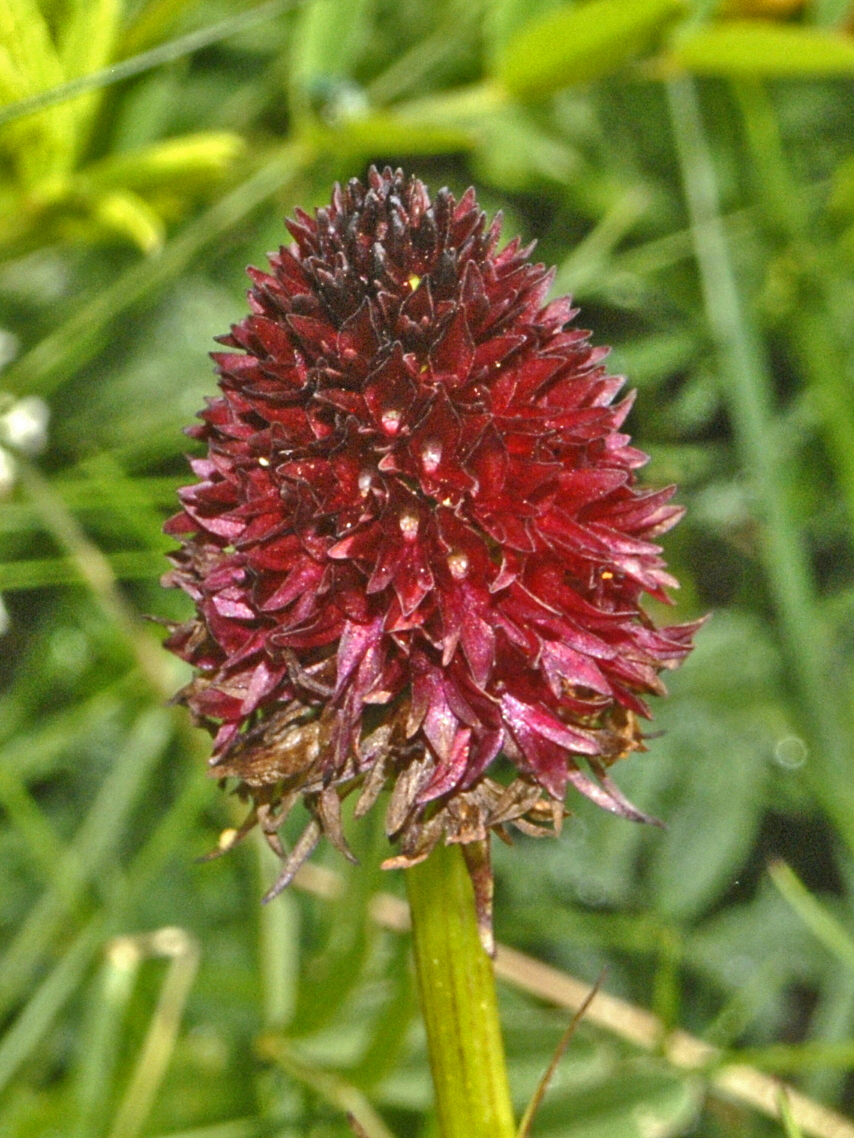
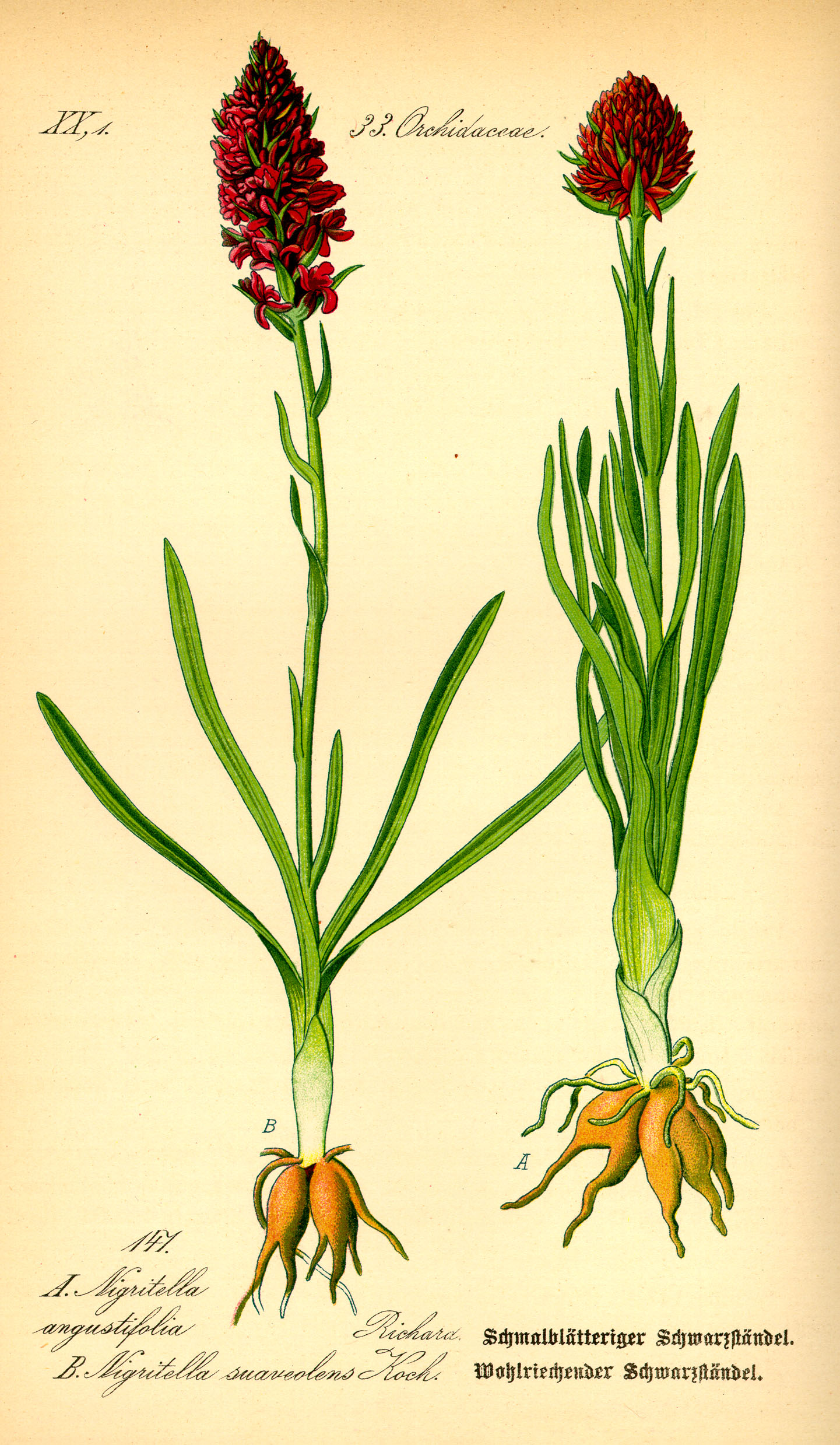